# Rosa Mercedes Ayarza de Morales
Rosa Mercedes Ayarza de Morales (Lima, 8 de juliol del 1881 – 2 de maig del 1969), va ser una notable compositora i mestra de cant peruana.

## Biografia
Des de ben petita, Rosa Mercedes Ayarza sempre va estar fascinada pel món de la música, envoltada de pianos, òperes i valsos, factors que la van ajudar a desenvolupar un gran sentit musical i una extraordinària agilitat en la oïda i lectura a vista a una edat precoç. Ella mateixa així ho deia: "No té mèrit que jo toqui el piano de la manera que ho faig, perquè per mi no hi ha hagut esforç de cap tipus, i traduir sons en una partitura qualsevol ha significat el mateix que obrir un llibre i llegir el que té escrit"
Als 8 anys va realitzar la seva primera aparició en públic a l'antic teatre Politeama de Lima, on va deixar al públic sorprès per la seva gran execució i precisió tocant el piano. Durant els següents anys de la seva infantesa, Morales es va popularitzar i va ser contractada en múltiples ocasions, no només com a pianista sinó també com a organitzadora i directora.
Va rebre lliçons de cant i piano de Claudio Rebagliati i va destacar com a intèrpret en recitals. Va alternar l'ensenyament amb la direcció de sarsueles i operetes, en molts casos representades en festes que organitza a casa seu. Van ser alumnes seus Lucrecia Sarria i Armando Villanueva, així com altres cantants que arribarien a la Scala de Milà com Alejandro Granda, Luis Alva i Ernesto Palacio. Tot i que no deixar de banda la música pura, va centrar la seva activitat creadora en l'aprofitament de ritmes, melodies i motius folklòrics.
Va fundar l'Escola Nacional d'Art Líric, avui dia englolida pel currículum del Conservatori Nacional de Música, i va formar, així mateix, la primera Societat Peruana d'Autors i Compositors. També va formar part de la fundació de la Societat Filarmònica de Lima.
A més de col·laborar amb nombroses institucions, Ayarza va emprendre la recuperació de la tradició popular. Gràcies a ella es van poder conservar peces musicals populars en pentagrames i amb les lletres transcrites. Va convertir admirablement en Els Pregons de Lima aquells cants de carrer dels venedors ambulants que, d'ençà el segle XVII, es transmetien de generació en generació. L'obra va ser estrenada l'any 1937 a la Societat Entre Nous.
Però és en el terreny estrictament musical que adquireix una gran dimensió. Més de 300 composicions avalen un interès de la compositora cap a la música al llarg de la seva vida.

## Producció musical
En l'extens catàleg d'obra d'Ayarza hi ha cançons de gran força lírica i delicadesa melòdica com El picaflor, Tu ausencia es un silencio, Si mi voz muriera en tierra, Canción de cuna, fins a pàgines de color popular i calidesa rítmica com són els festejos Congorito i Negrito Congo, pregons com La picaronera o Frutero Congo, les zamacuecas La jarra de oro, La rosa i el clavel, La cambalachera i Viva Castella, les marineres Soy peruana, Moreno pintan a Cristo, i San Juan de Amancaes i el tondero Amor dolor.
També va fer diverses recopilacions de folklore peruà durant dècades, una tasca que se li va reconèixer l'any 1962, essent cridada com a Relíquia viva del folklore.
Entre totes les fites importants que va assolir Ayarza n'hi ha dues de destacables: va transcriure la partitura La concheperla, una de les primeres marineres, amb lletra d'Abelardo Gamarra el Tunante i una inspirada melodia de José Alvarado Alvaradito. Va ser responsable, també, que per primera vegada es presentés un espectacle de folklore de la costa peruana en el teatre Municipal, principal escenari de la capital que fins llavors, l'any 1938, havia estat vetat per a la música popular peruana.
L'any 1924 se li va encarregar l'Himne per la Segona Conferència Panamericana de Dones celebrada a Lima, que va compondre i estrenar amb gran èxit.
Va promoure molts espectacles on es revivia l'encant i el goig dels pregons de Lima i altres semblances criolles, com les que va reunir a Embrujo de Lima o Los antiguos pregones de Lima, dues de les seves posades en escena més famoses i celebrades.

## Vida personal
Els seus pares van ser José Ayarza i Gómez Flores i Rosa Morales Galup, i el seu germà va ser Alejandro Ayarza Morales Karamanduka, un personatge central del criollisme. El seu nom complet en néixer va ser Rosa Mercedes Ayarza Morales. Va contreure matrimoni l'1 de gener de 1904 amb Benjamí Morales Del Solar, pel que el seu nom va passar a ser Rosa Mercedes Ayarza Morales de Morales. Amb ell va tenir tres fills: Rafael Morales Ayarza, Graciela Morales Ayarza i Clemència Morales Ayarza.